# Maurice Champagne (écrivain canadien)
Pour les articles homonymes, voir Maurice Champagne et Champagne.
Maurice Champagne, également connu sous le nom de Maurice Champagne-Gilbert, est un écrivain de langue française, né à Montréal (Canada) le 7 mai 1936 et mort le 11 novembre 1998.

## Biographie
Maurice Champagne étudie en philosophie et en psychologie de l'enfant et de l'adolescent, et obtient le doctorat en lettres de l'université de Nice.
Il est directeur de la Ligue des droits de l'homme du Québec (1970-1975), puis met sur pied en 1975 la Commission des droits de la personne du Québec, devenue depuis la Commission des droits de la personne et des droits de la jeunesse. Il est aussi sous-ministre chargé de la politique familiale dans le gouvernement du Québec (1984-1989). Il met fin à ses jours en 1998.
Sa sépulture est située dans le Cimetière Notre-Dame-des-Neiges, à Montréal.

### Essais
- La Violence au pouvoir, 1971.
- Lettres d'amour, 1972.
- La Famille et l'homme à délivrer du pouvoir, 1980.
- L'Homme et la Femme retrouvé e s, Saint-Lambert (Québec), Héritage plus, coll. « Université populaire / Vivre ensemble », 1981, 59 p..
- Le Temps d'être père, 1982.
- Bâtir ou détruire le Québec, 1983.
- L'Homme têtard, 1991.

### Préface
Patrice de La Tour du Pin, La Quête de joie, suivi de Petite somme de poésie, Gallimard, coll. « Poésie », 1966.

## Distinction
- Prix du Gouverneur général : études et essais de langue française, 1980, pour La famille et l'homme à délivrer du pouvoir.

## Hommages
La rue Maurice-Champagne a été nommée en son honneur dans la ville de Québec en 2006.